# Klorane
Klorane – francuska firma kosmetyczna produkująca kosmetyki roślinne głównie pielęgnacyjne, (szczególnie do pielęgnacji włosów), a także kosmetyki dla dzieci. W Polsce produkty Klorane są najczęściej dostępne w aptekach.
W 1965 firma Klorane została kupiona przez Pierre'a Fabre. Od 1968 roku Klorane rozpoczęło produkcję szamponów pielęgnacyjnych.